# پراگ‌دی‌وی‌بی
پراگ‌دی‌وی‌بی (به انگلیسی: ProgDVB) یک نرم‌افزار رایگان برای تماشای شبکه‌های ماهواره‌ای و شنیدن شبکه‌های رادیویی در کامپیوتر است. این نرم‌افزار که پروتکل DVB - S (ماهواره ای)، DVB - S2، DVB - C (کابل) و ویدیوی دیجیتالی (زمینی) را پشتیبانی و استفاده می‌کند، برپایه نظرسنجی اینترنتی محبوب‌ترین برنامه برای دریافت شبکه‌های ماهواره‌ای در کامپیوتر است همچنین پروتکل اینترنی برای دریافت شبکه‌های اینترنتی را نیز پشتیبانی می‌کند.
دوران بسیار محبوب این برنامه به دوره نسخه ۴ تا ۴٫۸ برمی‌گردد که طیف گسترده‌ای از پلاگین‌های متنوع برای امور مختلف را داشت از ریموت کنترل تا باز کردن کانال‌های قفل به صورت قانونی یا غیرقانونی و همچنین برنامه‌ای بسیار مشهور برای دریافت آفلاین فایل به نام اسکای‌نت (Skynet) البته رقبای اسکای‌نت مانند اسکای‌گربر و به ویژه مانا (manna) امکان ارتباط آنلاین (دوطرفه) با ال‌ان‌بی فرستنده و نیمه‌آنلاین (یکطرفه) (ارسال با اینترنت محلی و دریافت از ماهواره) را نیز فراهم می‌کردند. البته اینکه اسکای‌نت این امکان را داشت یا به آن اضافه کرد جای تردید است.
دریافت شبکه‌های اچ‌دی بواسطه نسخه‌های زیر ۵ این برنامه به دلیل سخت بودن ایجاد پل دکدینگ تبدیل به کابوس شده بود و از نسخه ۵ به بعد به ویژه ۶ این امکان بسیار آسان گشت.
از خصوصیات عجیب نسخه ۴٫۸ این برنامه که در تصویر نیز پیداست استفاده از رنگ null یا blank سیستم عامل برای نمایش بود که باعث می‌شود با کپی کردن رنگ مروبطه از یک عکس گرفته شده از صفحه نمایش و استفاده از آن رنگ در هر جایی تصویر زنده برنامه را در داخل دیگر برنامه‌های ویرایشگر تصویر نیز مشاهده کرد. این امر باعث می‌شود که در برخی زوایای برنامه‌های مختلف که از رنگ null استفاده شده گوشه‌هایی از تصویر زنده این برنامه دیده شود.